# Hammer of God
Albums de Mortification
Triumph of Mercy 10 Years Live Not Dead
Hammer of God est un album studio du groupe de brutal thrash metal australien Mortification sorti en 1999.

## Composition du groupe
- Steve Rowe : chant et basse
- Lincoln Bowen : guitare
- Keith Bannister : batterie

## Liste des chansons de l'album
Toutes les pistes par Steve Rowe, sauf indication.
1. Metal Crusade - 7:14
2. Martyrs - 5:26 - (S. Rowe, L. Bowen)
3. Lock Up The Night - 3:29
4. In The Woods - 2:56 - (S. Rowe, K. Bannister)
5. A Pearl - 6:15
6. Hammer Of God - 3:43
7. Liberal Mediocrity - 3:48 - (L. Bowen)
8. Extreme Conditions - 3:56
9. Ride The Light - 3:19
10. D.W.A.M - 1:59
11. Medley (bonus track) - 7:29
12. God Rulz (bonus track) - 1:32
13. At War With War (bonus track - 1997 demo version) - 4:30
14. Visited By An angel (bonus trackc - 1997 demo version) - 4:47
15. Unified Truth (bonus track - 1997 demo version) - 5:08
16. Metal Crusade (bonus track - instrumental) - 5:07